# Лёд на Луне
Лёд на Луне — вода в твёрдом состоянии, которая присутствует на Луне.
Жидкая вода на лунной поверхности существовать не может, так как атмосферное давление на Луне значительно меньше значения, при котором вода может переходить из твёрдого или газообразного состояния в жидкое. Лёд же может существовать там продолжительное время, но если на него попадает солнечное излучение, он постепенно возгоняется и рассеивается в космосе. Однако ещё в 1916 году К. Э. Циолковским в произведении «Вне Земли» была выдвинута, а в начале XXI века — доказана[кем?] гипотеза о том, что водный лёд сохраняется в кратерах вечной тьмы на полюсах Луны, куда не попадают лучи Солнца. Возможно существование залежей льда на глубине в других местах.[источник?]
Лунные ледники могут обеспечить водой первых колонистов, или теоретически могут стать ресурсом для создания в далёком будущем растительности на Луне.
Радарными исследования, проведенными на спутнике Луны Чандраян-1, обнаружено около 40 небольших кратеров, от 2 до 15 километров в диаметре, имеющих высокую отражающую способность, которая может быть связана с наличием в них водяного льда. В районе Северного полюса Луны предполагается наличие около 0,6 км³ льда. Данные, полученные с аппарата Lunar Reconnaissance Orbiter позволяют предположить наличие водяного льда и в районе Южного полюса Луны: так, по оценкам НАСА, льдом может быть покрыто около 22 % поверхности расположенного рядом с Южным полюсом кратера Шеклтон.

### Чанъэ-5
Исследование, опубликованное в журнале Nature Geoscience в апреле 2023 года, показало, что миллионы тонн воды могут  содержаться в грунте Луны внутри крошечных стеклянных шариков, которые могли образоваться при столкновении астероидов с поверхностью Луны. Исследование было проведено китайскими учеными, которые проанализировали первые образцы лунного грунта, возвращенные на Землю с 1970-х годов. Исследователи обнаружили, что стеклянные шарики были насыщены значительным количеством воды, что указывает на новый механизм хранения воды на поверхности Луны. Полученные результаты могут быть полезны для будущих лунных миссий путем выявления потенциальных ресурсов, которые можно было бы преобразовать в питьевую воду или ракетное топливо.

### Чанъэ-6
Изученные образцы базальтовых пород на обратной стороне Луны содержат 1-1,5 мкг/г воды. Это указывает на то, что мантия дальней от нас стороны Луны суше, чем мантия ближней стороны. При этом в разных районах видимой стороны концентрация воды варьируется приблизительно от 1 до 200 мкг/г. На обратной же стороне Луны, как выяснилось, вода распределена куда более однородно, но ее концентрация сопоставима с самыми сухими областями видимой стороны Луны.